# Иванов, Александр Михайлович (футболист)
Александр Михайлович Иванов (23 ноября 1965, Харьков, Украинская ССР, СССР) — советский и украинский футболист, выступавший на позициях полузащитника и нападающего. После завершения игровой карьеры — футбольный тренер. Мастер спорта СССР (1986).
Победитель Всесоюзных молодёжных игр (1982), победитель Спартакиады народов СССР (1986), обладатель Кубка СССР (1988), обладатель Кубка Финляндии (1991). Мастер спорта СССР (1986). Под 40 номером вошёл в 50-ку из лучших игроков харьковского «Металлиста» по версии football.ua.
Работал в тренерском штабе «Металлиста» и «Днепра» вместе с Мироном Маркевичем, также был на тренерской работе в командах «Арсенал» (Харьков) и «Рух» (Винники).

## Игровая карьера
Воспитанник СДЮШОР «Металлист» и УФК № 1, первые тренеры — Богданов В. П. и Кольцов Н. М..
С 1983 по 1991 играл в высшей лиге чемпионата СССР за «Металлист». В харьковской команде в разных турнирах провёл 134 матча. Из них 117 в чемпионатах СССР. Обладатель Кубка СССР 1988 года. Играл в финале. В сезоне 1988/89 — участник матчей розыгрыша Кубка обладателей кубков (4 игры, 165 минут на поле).
В 1991 году перешёл в финский клуб ТПС (Турку), с которым в том же году завоевал национальный Кубок.
В 1992 году вернулся на Украину. Выступал за «Динамо-2», «Торпедо», «Ворсклу», «Борисфен», «Агротехсервис» и «Николаев». Также был игроком двух зарубежных клубов — российского «Авангард-Кортэк» и венгерского «Дунаферра». Завершил игровую карьеру в 1997 году в ужгородской «Верховине».

## Карьера в сборной
Привлекался к играм сборной УССР. Победитель Всесоюзных молодёжных игр (1982), победитель Спартакиады народов СССР (1986, в финальном матче не играл).

## Тренерская карьера
С 1998 по 2001 гг. работал тренером в харьковском «Арсенале». С 2003 по 2014 год — на тренерской работе в харьковском «Металлисте». Также работал заместителем директора детской академии ФК «Металлист», затем — тренером молодёжной команды.
В 2014 году вместе с главным тренером «Металлиста» Мироном Маркевичем перешел в «Днепр», где работал старшим тренером.
В 2016—2017 годах работал тренером-консультантом команды «Рух» (Винники).
с 27 сентября 2017 года по 3 мая 2018 — главный тренер команды «Металлист 1925».

## Достижения
«Металлист»
- Обладатель Кубка СССР: 1988

ТПС
- Обладатель Кубка Финляндии: 1991

УССР
- Победитель Всесоюзных молодёжных игр: 1982
- Победитель летней Спартакиады народов СССР: 1986